# SimCity (2013)
SimCity ist eine Städtebau-Simulation des Entwicklerstudios Maxis. Der Publisher ist Electronic Arts. Es ist die fünfte große Version der SimCity-Serie. Der Titel ist am 7. März 2013 für Windows erschienen und am 29. August für OS X.

## Entwicklung
Das Spiel wurde am 6. März 2012 auf der Game Developers Conference offiziell angekündigt. Das Spiel ist für Windows und soll für OS X verfügbar sein.
Laut Entwickler Maxis ist das Spiel eine Neuauflage der Serie und heißt deswegen nur SimCity.

### Engine
SimCity verwendet die neue GlassBox-Engine. Diese verwendet den Tilt-Shift-Effekt und lässt so Städte wie Miniaturlandschaften aussehen.
GlassBox unterscheidet sich von anderen Engines, da sie Simulations-Einheiten verwendet, sogenannte Agenten, die Objekte wie Wasser, Strom und Arbeitnehmer vertreten. Zum Beispiel werden anstatt einer einfachen Anzeige einer Stau-Animation Staus dynamisch durch Massen von reisenden Agenten simuliert. Auf YouTube wurde eine vierteilige Videoserie zu diesem Thema veröffentlicht.

### Audio
Im Vergleich zu den Vorgängern wurde das komplette Audiosystem überarbeitet. In verschiedenen Zonen wird der Ton von verschiedenen Eigenschaften geprägt (in Wohnzonen von Autos, in Industriezonen von Lastwagen). Der Sound ändert sich passend zur Spielgeschwindigkeit.
Die Musik im Spiel wurde von Chris Tilton komponiert. Diese ändert sich passend zu aktuellen Ereignissen im Spiel.

## Veröffentlichung
In Deutschland ist das Spiel offiziell am 7. März 2013 für Windows erschienen und sollte ursprünglich im Juni 2013 für macOS herausgegeben werden – der Termin wurde kurzfristig jedoch auf August 2013 verschoben. In den USA war die Windows-Version seit dem 5. März 2013 verfügbar. Ursprünglich wurde es für Februar 2013 angekündigt, aber verschoben.

### Geschlossene Beta
Spieler konnten sich für eine geschlossene Beta registrieren. Diese fand zwischen dem 25. und 28. Januar 2013 mit dem Ziel statt, vorhandene Fehler aufzuspüren. Zwischen dem 16. und 17. Februar 2013 fand ein zweites Beta-Event statt, welches unter anderem die Serverkapazität testen sollte. Ein dritter Beta-Test diente ebenfalls zum Testen der Serverkapazitäten.

### Editionen
Vorbesteller erhalten die Limited Edition von SimCity, die einige Bonus-Inhalte enthält. Ebenso gibt es eine Deluxe Edition, die neben den Inhalten der Limited Edition noch drei Städtesets enthält.

## Gameplay
In SimCity wird die Entwicklung mehrerer Städte simuliert, unter Einbeziehung verschiedener Faktoren wie Kriminalität, Umwelt, Verkehrsfluss und Bildung. Der Spieler kann eine beim Start unbebaute Landschaft mithilfe von verschiedenen Gebäuden und Zonen bebauen. Im Spiel gibt es drei verschiedene Arten von Zonen, dazu gehören Wohn-, Gewerbe- und Industriezonen.

### Änderungen zu den Vorgängern
- SimCity lässt sich im Einzel- und Mehrspielermodus mit bis zu 15 weiteren Mitspielern spielen.[9]
- Ein weiteres neues Feature ist die Endlichkeit einzelner Ressourcen.
- Städte in einer Region werden miteinander über vordefinierte regionale Netzwerke wie Autobahnen, Eisenbahnen und Wasserstraßen verbunden. Elemente wie Verkehr und Luftverschmutzung wirken sich auf alle nahegelegenen Städte aus.
- EAs Origin ist in das Spiel integriert und deswegen wird zum Spielen eine permanente Internetverbindung benötigt.[10] Ein kurzer Abbruch der Internetverbindung stellt jedoch kein Problem dar.[11] Für die Aktivierung von SimCity ist ein Origin-Konto erforderlich.
- Seit dem Update 10.0 ist es möglich das Spiel offline (ohne permanente Internetverbindung) zu spielen.[12]

### Mehrspieler
SimCity ist der erste Teil der Serie, seit 2000, der einen Mehrspieler-Modus besitzt. In einer Region können bis zu 16 Spieler zusammenspielen und zusammen oder alleine mehrere Städte bauen. Mit Hilfe von Freunden können so „große Bauwerke“ errichtet werden.
Alternativ können Regionen als privat markiert und im Einzelspielermodus gespielt werden.

### Visualisierung der Daten
Inspiriert von Google Maps und GIS-Anwendungen werden Daten, wie Luftverschmutzung oder Wasserversorgung, auf bestimmten sich farblich verändernden Karten angezeigt. Wenn zum Beispiel ein Wasserturm ausgewählt wird, wird sofort eine Karte angezeigt, auf der die Dichte des Wasservorkommens sichtbar ist.

### Module
Gebäude können durch verschiedene Module erweitert werden. So ist es möglich ein Polizeirevier durch einen Hubschrauberlandeplatz zu erweitern und so die Kriminalität in der Stadt zu senken, ohne eine zweite Polizeistation bauen zu müssen.

## DLCs
Seit der Veröffentlichung am 5. März 2013 wurden bisher sechs käuflich erwerbbare und drei kostenfreie DLCs (herunterladbare Inhalte) veröffentlicht. Alle drei kostenlosen Erweiterungen stellen Produktplatzierung dar.

### Kostenpflichtig

#### Cities of Tomorrow
Cities of Tomorrow (Städte der Zukunft) ist das erste große Addon zu Sim City. Durch zahlreiche Bugs die damit auftraten, waren die Bewertungen vieler Spielzeitschriften jedoch eher negativ.

#### Britisches Stadtset
- Dieses DLC verändert das Aussehen der Wohn-, Gewerbe- und Industriegebiete und gibt ihnen eine britische Atmosphäre.
- Es fügt dem Spiel den Big Ben als exklusives Wahrzeichen hinzu.
- Dem Busbahnhof wird der Londoner Doppeldeckerbus hinzugefügt.

#### Französisches Stadtset
- Dieses DLC verändert das Aussehen der Wohn-, Gewerbe- und Industriegebiete und gibt ihnen eine französische Atmosphäre.
- Es fügt dem Spiel den Eiffelturm als exklusives Wahrzeichen hinzu.
- Es wird eine französische Polizeiwache samt französischen Streifenwagen hinzugefügt.

#### Deutsches Stadtset
- Dieses DLC verändert das Aussehen der Wohn-, Gewerbe- und Industriegebiete und gibt ihnen eine deutsche Atmosphäre.
- Es fügt dem Spiel das Brandenburger Tor als exklusives Wahrzeichen hinzu.
- Es wird ein deutscher Bahnhof samt Hochgeschwindigkeitszügen hinzugefügt.

#### Deutsches Rotes Kreuz Katastrophenhilfe-Set
- Dieses DLC fügt das Hilfszentrum, Zelte und Fahrzeuge des Deutschen Roten Kreuzes hinzu.

#### Set „Luftschiffe“
- Dieses DLC fügt den Luftschiff-Hangar samt Luftschiffe hinzu.
- Es fügt dem Spiel Heißluftballon-Parks hinzu.
- Es werden Event-Luftschiffe hinzugefügt.

#### Freizeitpark-Set
- Dieses DLC fügt Freizeitparks samt Parkeingängen, (klassischen) Freizeitpark-Fahrgeschäften und Attraktionen hinzu.

### Kostenlos

#### Paket Progressive Insurance
- Fügt dem Spiel eine Versicherung samt Bürohaus des US-Versicherungskonzerns Progressive Corporation hinzu.

#### Media Markt
- Fügt dem Spiel einen Media Markt hinzu.

#### Nissan LEAF
- Fügt dem Spiel Nissan-LEAF-Ladestationen hinzu.

## Rezeption

### Verkäufe
EA hat bekannt gegeben, dass SimCity innerhalb der ersten zwei Wochen 1,1 Millionen Mal verkauft wurde. Davon waren 54 % digitale Versionen.

### Auszeichnung
Auf der E3 2012 wurde das Spiel für 24 E3-Auszeichnungen nominiert, von denen es 8 gewann. Darüber hinaus gewann es den gamescom-award 2012.

### Kritik

#### Allgemeine Kritik
Das Spiel hält auf Metacritic einen Metascore von 64 basierend auf 74 Wertungen von Fachmagazinen und eine Spielerbewertung von 2,0 basierend auf über 3500 Bewertungen von Benutzern. Gelobt wurde es für neue Komfortfunktionen und schöne Grafik. Kritisiert wurde der Wegfall von Detailfunktionen der Vorgänger sowie der im Vergleich zu diesen stark verkleinerte Bauplatz sowie eine fehlende Langzeitmotivation für Spieler. Es wurde bemängelt, dass es bösartigen Spielern entgegen dem Geiste des Spiels erstmals mithilfe der städteübergreifenden Eigenschaften wie auch Luft- und Wasserverschmutzung möglich ist, Nachbarstädten absichtlich zu schaden.
Ferner wurde die deutliche Diskrepanz zwischen der von Maxis angekündigten Leistungsfähigkeit der Glassbox-Engine und der Umsetzung kritisiert. So schrieb etwa die PC Games: „Im Vorfeld hat Maxis die Glassbox-Engine von Sim City stark in den Vordergrund gestellt, da diese der Serie ein nie zuvor gekanntes Maß an Realismus bescheren sollte. Im Test erweist sich das Simulationsfundament aber stellenweise als unverständlich und unlogisch.“ Ähnlich äußert sich GameStar: „Entgegen der Aussage von Maxis-Chefin Lucy Bradshaw gibt es in SimCity keine individuellen Sims. Stattdessen werden die Einwohner immer wieder neu generiert.“ Im Langzeittest wurde das Spiel von der Gamestar nachträglich wegen großen Schwächen mit der KI abgewertet. Die mangelhafte Wegfindung der Fahrzeuge führe zu massiven Verkehrsproblemen bis hin zum nicht mehr reparablen Verkehrskollaps. Zudem konnten Modder nachweisen, dass nur ein Bruchteil der Bewohner in die Simulation einbezogen wird.
Grobe Mängel wie der zwanghafte Mehrspieler-Mode und Onlinezwang sowie verschiedene Bugs wurden zwar mittlerweile (Juni 2014) behoben, dennoch reicht es detail- und stabilitätstechnisch nicht an den Vorgänger SimCity 4 ran, der zum Zeitpunkt der Veröffentlichung von SimCity bereits ein Jahrzehnt alt war.

#### Kritik an der Veröffentlichung
Zum US-Veröffentlichungstermin sorgte die vom Spiel benötigte und bereits zuvor bemängelte dauerhafte Internetverbindung für Probleme. So war die Aktivierung des Spiels zunächst unmöglich, später dauerte dies bis zu drei Stunden. Spieler, denen die Aktivierung gelungen war, mussten danach bis zu 30 Minuten warten, um das tatsächliche Spiel zu betreten.
Auch der Verkaufsstart in Deutschland war begleitet von massiven Serverausfällen, die negative Kundenkritiken nach sich zogen, da das Spiel für manche Kunden über längere Zeiträume nicht spielbar war.
Als Reaktion auf das negative Feedback durch den verpfuschten Start von SimCity bot Electronic Arts die Möglichkeit an, aus einer Auswahl von Spielen ein Spiel gratis zu erhalten. Diese Aktion galt nur für Spieler, welche SimCity bis zum 25. März 2013 auf ihrem Origin-Account aktiviert hatten.